# Pyroderces wolschrijni
Pyroderces wolschrijni ist ein Schmetterling (Nachtfalter) aus der Familie der Prachtfalter (Cosmopterigidae). Die Art wurde nach dem Lepidopterologen Jacques Wolschrijn benannt, der den Großteil des zur Beschreibung verwendeten Materials sammelte.

## Merkmale
Die Falter erreichen eine Flügelspannweite von 7 bis 11 Millimeter. Der Kopf ist an Stirn (Frons) und Scheitel (Vertex) weiß. Das Nackenbüschel und der Halskragen sind rötlich braun. Die Fühler sind dunkelgrau und haben vorn eine weiße Linie, die von der Basis bis zu 1/3 der Fühlerlänge reicht. Sie sind in der apikalen Hälfte leicht gesägt. Das Fühlerbasisglied (Scapus) hat vorn eine deutliche weiße Linie und dorsal einen weißen Strich. An der Basis befindet sich ein schmaler, weißer Ring. Die Labialpalpen sind weiß. Das erste Segment ist sehr kurz, das zweite ist drei Viertel so lang wie das dritte und hat einen bräunlich grauen subapikalen Ring. Das dritte Segment ist ventral  und apikal dunkelgrau.
Thorax und Tegulae sind rötlich braun und vorn grau durchmischt. Die Beine sind dunkelgrau. Die Femura der Mittel- und Hinterbeine haben weißgraue Striche. Die Tibien haben subbasal, medial und subapikal weiße Ringe, die Sporne sind weiß.
Die Vorderflügel sind rötlich braun und haben einen schmalen grauen Costalstrich, der von der Basis bis zum Apex reicht. Die costale Flügelhälfte ist von der Basis bis zu 2/5 der Vorderflügellänge stark grau durchmischt. Ein schmaler, sehr schräg nach außen verlaufender, weißlicher Subcostalstrich reicht von 1/5 der Vorderflügellänge bis zur Analfalte. Er ist undeutlich und auf beiden Seiten dunkelgrau gesäumt oder vollständig grau gesprenkelt. Ein unregelmäßiger, dunkelgrauer Fleck befindet sich auf und unterhalb der Analfalte. Er liegt ungefähr in der Hälfte der Vorderflügellänge und reicht nicht bis zum Flügelinnenrand. Er ist innen schmal weiß gerandet und außen breit weiß gesäumt. Die Apikalhälfte der Vorderflügel ist in der Mitte durch einen undeutlichen und unregelmäßigen grauen Strich verdunkelt. Am Apex ist dieser an beiden Seiten von einigen weißlichen Schuppen umgeben. Die Fransenschuppen sind am Apex rötlich braun, sie werden zum Flügelinnenrand ockergrau. Costal und dorsal zur Flügelspitze befinden sich zwei dunkelgraue Striche auf den Fransenschuppen. Der Dorsalstrich ist schmaler und undeutlicher. Der Grauanteil auf dem Vorderflügel ist variabel. Bei einigen Exemplaren kann die undeutliche weiße Linie stark grau gesprenkelt oder vollständig grau sein.
Die Hinterflügel sind fahlgrau und in Richtung Apex ockerfarben getönt. Die Fransenschuppen sind ockergrau. Das Abdomen ist ockergrau. Die Segmente sind hinten hell gebändert, ventral sind sie weiß. Das Afterbüschel ist dorsal ockerfarben und ventral weiß.
Bei den Männchen ist das Tegumen nahezu quadratisch. Das rechte Brachium ist gekrümmt. Es verjüngt sich distal leicht und hat an der Spitze einen kleinen Haken. Das linke Brachium ist ziemlich kräftig und an der Spitze nach innen gekrümmt. Die Valven sind lang und schmal und haben einen basalen Lobus. Der Aedeagus ist ziemlich schlank und zugespitzt. Die Manica ist an der Basis am breitesten. Der mittlere Abschnitt ist parallelwandig, der Apex ist nach unten gekrümmt. Die linke Valvella ist gerade und sehr dünn. Sie ist halb so lang wie die Manica, die rechte Valvella fehlt. Die sehr kurze und dünne linke Valvella ist in Verbindung mit der gekrümmten Spitze der Manica für die Art charakteristisch.
Bei den Weibchen sind die Apophyses posteriores etwas länger als die Apophyses anteriores. Das Ostium ist klein und hat einen sklerotisierten Ring. Der Ductus bursae ist schmal und weitet sich in Richtung des Ostiums. Er ist 2/3 so lang wie das Corpus bursae. Die obere Hälfte des Corpus bursae ist knollenförmig, der untere Teil ist sehr schmal. An der Einmündung des Ductus bursae befindet sich eine Vorstülpung. Die Signa bestehen aus zwei kleinen, rundlichen, beschuppten Schildchen.

## Verbreitung
Pyroderces wolschrijni ist in Spanien, Portugal, Marokko und Malta (Mellieha, Għadira Nature Reserve, Naxxar, Rabat) verbreitet.

## Biologie
Die Biologie der Art ist unbekannt. Die Falter wurden von Mitte April bis Mitte Mai und von Mitte Juli bis Mitte Oktober gesammelt. Man vermutet, dass die Art zwei Generationen pro Jahr hervorbringt.

## Belege
1. 1 2 3 4 5 6 7 8 9  J. C. Koster, S. Yu. Sinev: Momphidae, Batrachedridae, Stathmopodidae, Agonoxenidae, Cosmopterigidae, Chrysopeleiidae. In: P. Huemer, O. Karsholt, L. Lyneborg (Hrsg.): Microlepidoptera of Europe. 1. Auflage. Band 5. Apollo Books, Stenstrup 2003, ISBN 87-88757-66-8, S. 127 (englisch).
2. ↑  Sjaak (J. C.) Koster, Paul Sammut (2006): Faunistic notes on Momphidae, Batrachedridae, Stathmopodidae and Cosmopterigidae from the Maltese Islands. Nota lepidopterologica 29 (1/2), Seite 49–63
3. ↑   M. F. V. Corley, E. Marabuto, P. Pires (2007): New Lepidoptera for the fauna of Portugal (Insecta: Lepidoptera). SHILAP Revista de la Lepidopterología 35 (139), Seite 321–334
4. ↑  Pyroderces wolschrijni bei Fauna Europaea. Abgerufen am 22. Januar 2012